# Wspólnota administracyjna Mittelzentrum Artern
Wspólnota administracyjna Mittelzentrum Artern (niem. Verwaltungsgemeinschaft Mittelzentrum Artern) – dawna wspólnota administracyjna w Niemczech, w kraju związkowym Turyngia, w powiecie Kyffhäuser. Siedziba wspólnoty znajdowała się w mieście Artern/Unstrut, które jednak do niej nie należało. Powstała 25 listopada 1993.
Wspólnota administracyjna zrzeszała dziesięć gmin wiejskich (Gemeinde): 
1. Borxleben
2. Gehofen
3. Heygendorf
4. Ichstedt
5. Kalbsrieth
6. Mönchpfiffel-Nikolausrieth
7. Nausitz
8. Reinsdorf
9. Ringleben
10. Voigtstedt

1 stycznia 2019 wspólnota została rozwiązana. Gminy Heygendorf i Voigtstedt z miastem Artern/Unstrut tworzą miasto Artern. Miasto Artern pełni zarazem funkcję "gminy realizującej" (niem. "erfüllende Gemeinde") dla gmin: Borxleben, Gehofen, Kalbsrieth, Mönchpfiffel-Nikolausrieth oraz Reinsdorf. Gminy Ichstedt oraz Ringleben zostały przyłączone do miasta Bad Frankenhausen/Kyffhäuser. Gmina Nausitz wraz z miastami Roßleben i Wiehe jak również gminą Donndorf tworzą nowe miasto Roßleben-Wiehe.